# 韓培森

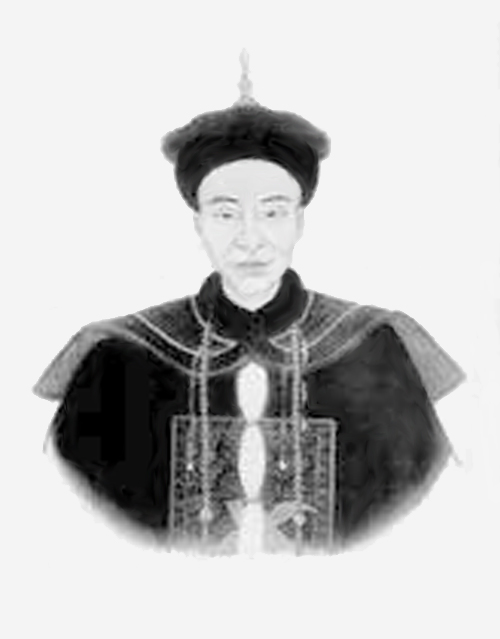
庚子辛亥忠烈像赞画像之韓培森

韓培森（？—1900年），清朝政治人物、進士出身。
清朝光緒十二年，登進士，同年五月，改翰林院庶吉士。光緒十五年四月，散館，授翰林院編修。后官至江西道監察御史。義和團亂時，巡城積勞，八國聯軍攻破京師后，絕食而死。